# Palenciana
Palenciana település Spanyolországban, Córdoba tartományban. Palenciana Alameda, Lucena és Benamejí községekkel határos. Lakosainak száma 1431 fő (2024).

## Népesség
A település népessége az elmúlt években az alábbi módon változott:
| Lakosok száma | 1572 | 1565 | 1584 | 1591 | 1614 | 1571 | 1506 | 1478 | 1463 | 1431 |
|               | 2001 | 2004 | 2006 | 2009 | 2011 | 2014 | 2016 | 2019 | 2021 | 2024 |